# Брусен (Софійська область)
Бру́сен (болг. Брусен) — село в Софійській області Болгарії. Входить до складу общини Єтрополе.

## Населення
За даними перепису населення 2011 року у селі проживала 181 особа, усі — болгари.
Розподіл населення за віком у 2011 році:
Динаміка населення: